# Friedrich Markowitsch Ermler

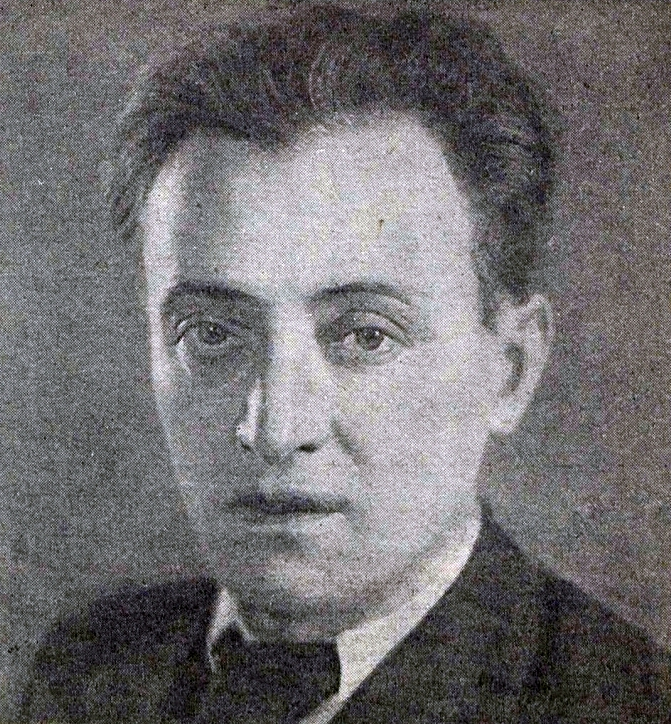
Friedrich Ermler vor 1940

Friedrich Markowitsch Ermler (lettisch Frīdrihs Ermlers; russisch Фридрих Маркович Эрмлер; wirklicher Name: Wladimir Markowitsch Breslaw russisch Владимир Маркович Бреслав, * 1. Maijul. / 13. Mai 1898greg. in Reschiza, Gouvernement Witebsk, Russisches Kaiserreich, heute Rēzekne, Lettland; † 12. Juli 1967 in Leningrad) war ein sowjetischer Schauspieler, Regisseur und Drehbuchautor.

## Leben
Ermler studierte zunächst Pharmazie und trat 1917 in die zaristische Armee ein. Im gleichen Jahr nahm er auf Seiten der Bolschewiki an der Oktoberrevolution teil. Während des Bürgerkrieges kämpfte er im Norden Russlands in der Roten Armee und geriet in Gefangenschaft, während der er durch Mitglieder der Weißen Armee gefoltert wurde. Erst nach Beendigung des Bürgerkrieges trat er offiziell in die Kommunistische Partei ein.
1923 begann er ein Schauspiel- und Drehbuchstudium an der Filmhochschule in Petrograd. Während dieser Zeit nahm er bereits erste Filmrollen an. 1924 gründete er ein experimentelles Filmstudio (KEM), wo er seinen ersten Kurzfilm als Regisseur realisierte. 1929 kam sein Film Der Mann, der das Gedächtnis verlor in die Kinos. Darin geht es (lange vor ähnlichen Projekten in anderen Filmproduktionen) um den Petrograder Fabrikarbeiter Filimonow, der im Jahr 1916 durch ein traumatisches Ereignis im Krieg das Gedächtnis verliert. Zehn Jahre später (1926) wacht er in der nun sowjetisch gewordenen Stadt wieder auf und wandert durch die ihm als „Petrograd“ vertraute Metropole. Doch vergebens hält er in „Leningrad“ Ausschau nach den Fabrikmagnaten; auch den Zaren gibt es nicht mehr. Auf diese Weise vermittelt Ermler den Zuschauern im Sinne des Agitprop die Vorzüge des Sozialismus.

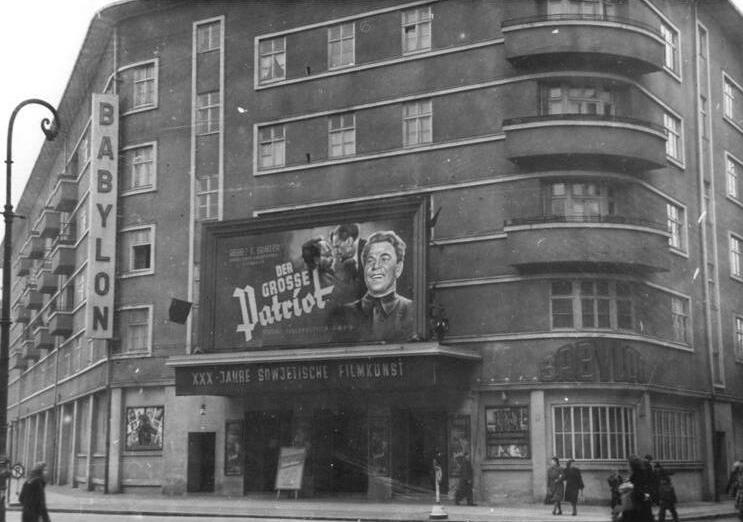
Kino Babylon, Uraufführung Der große Patriot am 30. Dezember 1949 in Berlin

Im selben Jahr 1929 reiste Ermler durch Europa, um für die sowjetische Filmkunst zu werben. 1932 drehte er mit Der Gegenplan seinen ersten Tonfilm, blieb aber dem Sozialrealismus seiner Stummfilme treu. Ermler nutzte nun die Musik als ein weiteres Element seiner Filmarbeit und arbeitete sowohl in diesem Film als auch für Der große Patriot (1938), einem sowjetischen Heldenfilm im Stile Tschapajews, mit Dmitri Schostakowitsch zusammen, um dessen Musik zu popularisieren.
1935 reiste Ermler nach Hollywood, um auch in der US-amerikanischen Filmmetropole die sowjetische Filmkunst vorzustellen. 1939 wurde Ermler zum künstlerischen Leiter der sowjetischen Filmproduktionsfirma Lenfilm ernannt. Diese Funktion hielt er bis 1943 inne. Während des Zweiten Weltkriegs drehte er den Propagandafilm Sie verteidigt das Vaterland. Der Krieg sollte in den folgenden Jahren zu einem zentralen Thema seiner Filme werden. Sein Film Die große Wende enthielt 1945 neben dem Schauspiel originale Dokumentaraufnahmen der Schlacht von Stalingrad. 1946 wurde der Film mit dem Grand Prix der Filmfestspiele von Cannes ausgezeichnet. Das Einfügen von Dokumentaraufnahmen sollte er auch noch in weiteren Filmen verwenden.
Friedrich Markowitsch Ermler starb im Alter von 69 Jahren und wurde auf dem Bogoslowskoje-Friedhof (russisch Богословское кладбище) in Sankt Petersburg beigesetzt.
Das Internationale Filmfestival Moskau widmete Friedrich Ermler 2003 eine große Retrospektive.

## Auszeichnungen
- 1935: Leninorden
- 1941: Stalinpreis für Film Velikiy grazhdanin
- 1946: Stalinpreis für Film Ona zashchishchaet rodinu
- 1946: Stalinpreis für Film Die große Wende (Velikiy perelom)
- 1946: Grand Prix der Filmfestspiele von Cannes
- 1948: Volkskünstler der UdSSR
- 1950: Orden des Roten Banners der Arbeit
- 1951: Stalinpreis für Film Die große Kraft (Velikaya sila)